# 누에바세고비아주

누에바세고비아 주의 위치

누에바세고비아주(스페인어: Departamento de Nueva Segovia)는 니카라과 북부에 위치한 주로 주도는 오코탈이며 면적은 3,123km2, 인구는 211,200명(2005년 기준)이다. 온두라스와 국경을 접하며 12개 지방 자치체를 관할한다.

주기
주 문장